# Rumigny, Ardennes
Rumigny är en kommun i departementet Ardennes i regionen Grand Est (tidigare regionen Champagne-Ardenne) i nordöstra Frankrike. Kommunen ligger  i kantonen Rumigny som ligger i arrondissementet Charleville-Mézières. År 2022 hade Rumigny 269 invånare.

## Befolkningsutveckling
Antalet invånare i kommunen Rumigny
Referens: INSEE